# Gravitation
Gravitation (japonsky グラビテーション, Gurabitéšon) je japonská jaoi manga o dvanácti svazcích, jejíž autorkou je Maki Murakami. Manga původně vycházela v časopisu Kimi to boku nakladatelství Gentóša v letech 1996 až 2002. V Česku mangu vydalo nakladatelství Zoner Press v letech 2009 až 2010. V roce 1999 byla vytvořena stejnojmenná anime adaptace v podobě třináctidílného OVA. V letech 2000 až 2001 pak vznikla další anime adaptace, tentokrát v podobě třináctidílného televizního seriálu z produkce Studio Deen.